# Hisonotus
Hisonotus ist eine Gattung aus der Wels-Familie der Harnischwelse (Loricariidae) und der Unterfamilie Hypoptopomatinae. Es handelt sich um etwa 30 Arten, die im nördlichen Südamerika verbreitet sind. 

## Merkmale
Hisonotus-Arten sind kleine, etwas gedrungene Harnischwelse, die Körperlängen von 3 bis 6 cm erreichen und in ihrer Körperform an die aus der Aquaristik bekannte Gattung Otocinclus erinnern. Charakteristisch für die Gattung ist der mit zahlreichen, unregelmäßigen Knochenplatten gepanzerte Bauch. Eine Fettflosse fehlt stets. Auf dem Rostrum (Schnauze) finden sich keine vergrößerten Odonten (Zähnchen).

## Arten
Bis heute wurden über 30 gültige Arten beschrieben: 
- Hisonotus acuen Silva, Roxo & Oliveira, 2014
- Hisonotus aky (Azpelicueta, Casciotta, Almirón & Koerber, 2004)
- Hisonotus alberti Roxo et al., 2016
- Hisonotus armatus Carvalho, Lehmann A., Pereira & Reis, 2008
- Hisonotus bocaiuva Roxo, Silva, Oliveira & Zawadzki, 2013
- Hisonotus bockmanni Carvalho & Datovo, 2012
- Hisonotus brunneus Carvalho & Reis, 2011
- Hisonotus carreiro Carvalho & Reis, 2011
- Hisonotus charrua Almirón, Azpelicueta, Casciotta & Litz, 2006
- Hisonotus chromodontus Britski & Garavello, 2007.
- Hisonotus depressicauda (Miranda-Ribeiro, 1918)
- Hisonotus depressinotus (Miranda-Ribeiro, 1918)
- Hisonotus devidei Roxo et al., 2018
- Hisonotus francirochai (Ihering, 1928)
- Hisonotus heterogaster Carvalho & Reis, 2011
- Hisonotus hungy Azpelicueta, Almirón, Casciotta & Koerber, 2007
- Hisonotus iota Carvalho & Reis, 2009
- Hisonotus jumaorum Dias et al., 2018
- Hisonotus laevior Cope, 1894
- Hisonotus leucofrenatus (Miranda-Ribeiro, 1908)
- Hisonotus leucophrys Carvalho & Reis, 2009
- Hisonotus maculipinnis (Regan, 1912)
- Hisonotus megaloplax Carvalho & Reis, 2009
- Hisonotus montanus Carvalho & Reis, 2009
- Hisonotus nigricauda (Boulenger, 1891)
- Hisonotus notatus Eigenmann & Eigenmann, 1889, Typusart
- Hisonotus notopagos Carvalho & Reis, 2011
- Hisonotus pachysarkos Zawadzki et al., 2016
- Hisonotus paulinus (Regan, 1908)
- Hisonotus prata Carvalho & Reis, 2011
- Hisonotus ringueleti Aquino, Schaefer & Miquelarena, 2001
- Hisonotus taimensis (Buckup, 1981)
- Hisonotus thayeri Martins & Langeani, 2016
- Hisonotus vespuccii Roxo et al., 2015
- Hisonotus vireo Carvalho & Reis, 2011